# Прейпич, Николай Христофорович
Николай Христофорович Прейпич (1896—1946) — советский астроном-метролог.

## Биография
Родился в Режице (ныне — Резекне, Латвия), высшее образование получил в Петроградском и Саратовском университетах, последний окончил в 1921. В 1919—1921 служил в Красной Армии. С 1922 года был руководителем лаборатории времени Главной Палаты мер и весов (позднее Всесоюзный научно-исследовательский институт метрологии им. Д. И. Менделеева). С 1935 — профессор.
Основные труды — в области астрономического определения времени. Разработал методику всех основных операций по определению точного времени, приему ритмических радиосигналов (способ Кука — Прейпича), хранению времени, интерполяции и экстраполяции времени с применением методов теории вероятностей, объединению результатов различных служб времени и вычислению сводных моментов ритмических сигналов. Автор 12 изобретений в области повышения точности и контроля измерений времени, в том числе прибора Прейпича-Барановского. Благодаря деятельности руководимая Прейпичем лаборатория времени стала ведущей в СССР, а в 1924, после установления научных связей с Международным бюро времени в Париже, вошла в число девяти главных служб времени мира. Принимал активное участие в деятельности Комиссии по технике службы времени и Комитета службы времени Отделения физико-технических наук АН СССР, а также в работах комиссий по терминологии и выработке общесоюзных стандартов.
Лауреат премии Менделеевского конкурса метрологических работ за работу по составлению сводных моментов.